# Loyolova univerzita Chicago
Loyolova univerzita Chicago (anglicky Loyola University Chicago) je soukromá jezuitská univerzita v Chicagu ve státě Illinois. Univerzita byla založena jako kolej Svatého Ignáce z Loyoly roku 1870 a je to největší jezuitská katolická univerzita v USA.